# Besatzungszeit in Japan
Die Besatzungszeit in Japan bedeutet die Zeit der alliierten Besatzung Japans nach Ende des Pazifikkrieges. Sie begann am 2. September 1945 mit der Kapitulation Japans, die zugleich das Ende des Zweiten Weltkriegs darstellte. Mit dem am 8. September 1951 geschlossenen Friedensvertrag von San Francisco wurde auf den japanischen Hauptinseln die Besatzungszeit beendet. Die Vereinigten Staaten stellten als ehemaliger Hauptgegner den Großteil der Besatzungstruppen, dazu kamen britische Soldaten in deutlich geringerer Anzahl. Das grundlegende Besatzungsziel wurde entsprechend den Vorgaben der Potsdamer Erklärung festgelegt: zu verhindern, dass von Japan noch einmal eine Gefahr für den Frieden und die Sicherheit der Weltgemeinschaft ausgehe. Die Besatzung verwandelte das Japanische Kaiserreich in eine Parlamentarische Demokratie, die teilweise auf dem US-amerikanischen New Deal basierte.

## Militärische Vorbereitungen

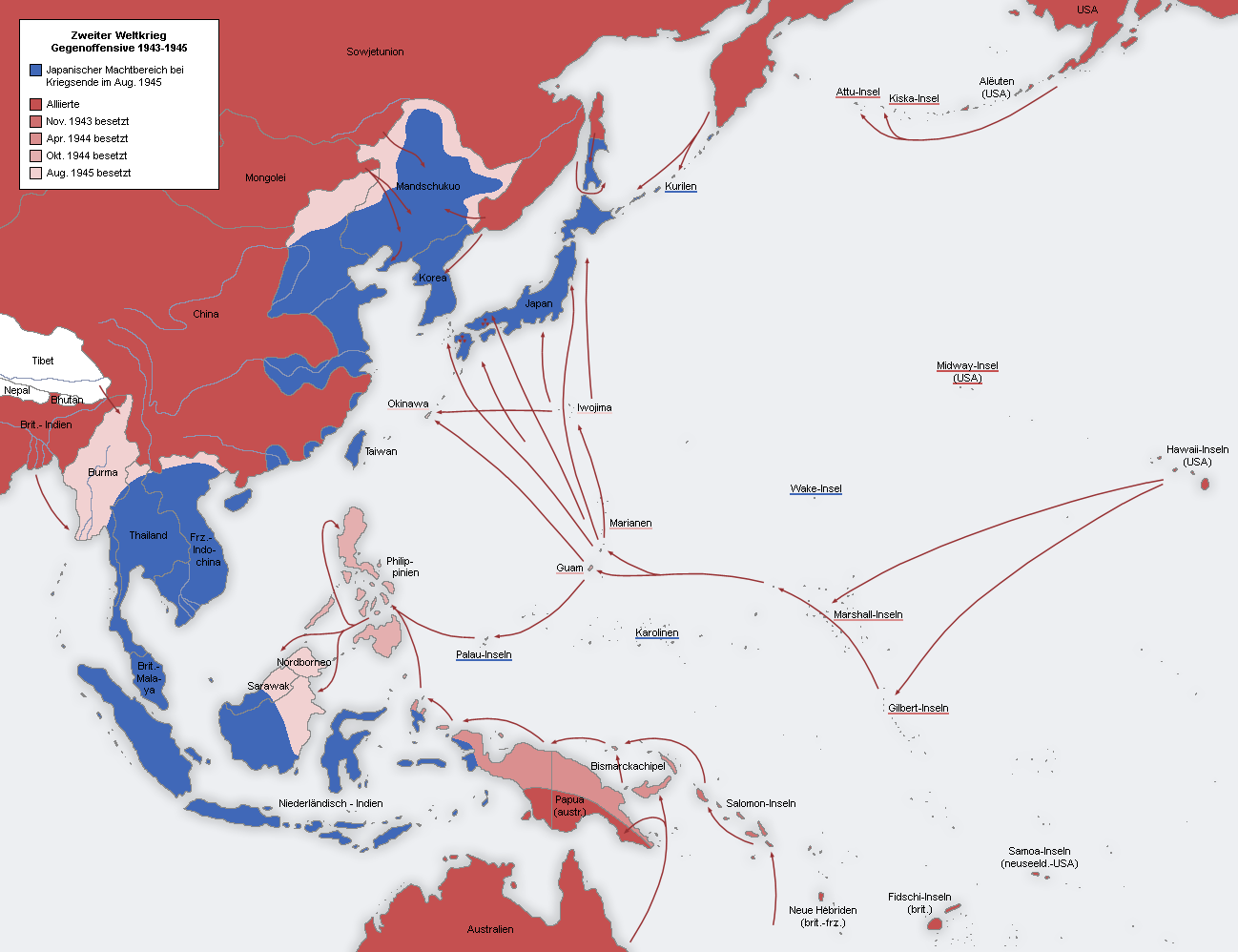
Stoßrichtung des sog. Inselspringens beim alliierten Angriff auf den japanischen Machtbereich (blau) im Pazifik

Mit der Eroberung der Inseln Iwo Jima und Okinawa im Frühjahr 1945 (Island Hopping) bereiteten sich die USA auf die Invasion der japanischen Hauptinseln vor.
Am 26. Juli 1945 forderten die Alliierten in der Potsdamer Erklärung das japanische Kaiserreich zur bedingungslosen Kapitulation auf.
Nachdem die Führung in Tokio das Ultimatum nicht erfüllt hatte, erfolgten am 6. und 9. August die Atombombenabwürfe auf Hiroshima und Nagasaki.
Am 8. August 1945 stellte die militärische Führung der USA die Pläne zur Durchführung der Operation Blacklist fertig. Darin wurde genau festgelegt, wie und mit welchen Truppenteilen Japan unmittelbar nach der Kapitulation zu besetzen sei. In der Folge wurde auch ein Plan zur administrativen Steuerung des besetzten Japan ausgearbeitet.
Der Präsident der Vereinigten Staaten, Harry S. Truman, der britische Premierminister Clement Attlee und der sowjetische Diktator Josef Stalin einigten sich darauf, wie die Besetzung des verbliebenen japanischen Machtbereichs durchgeführt werden sollte: Die Sowjetunion würde den nördlichen Teil der japanischen Provinz Chōsen (das spätere Nordkorea), den Kurilen-Archipel und die Insel Sachalin verwalten, während die Vereinigten Staaten und Großbritannien für den restlichen Besitz Japans (inklusive des südlichen Teils der Provinz Chōsen, des späteren Südkorea) verantwortlich sein würden.

## Verlauf der militärischen Eroberung

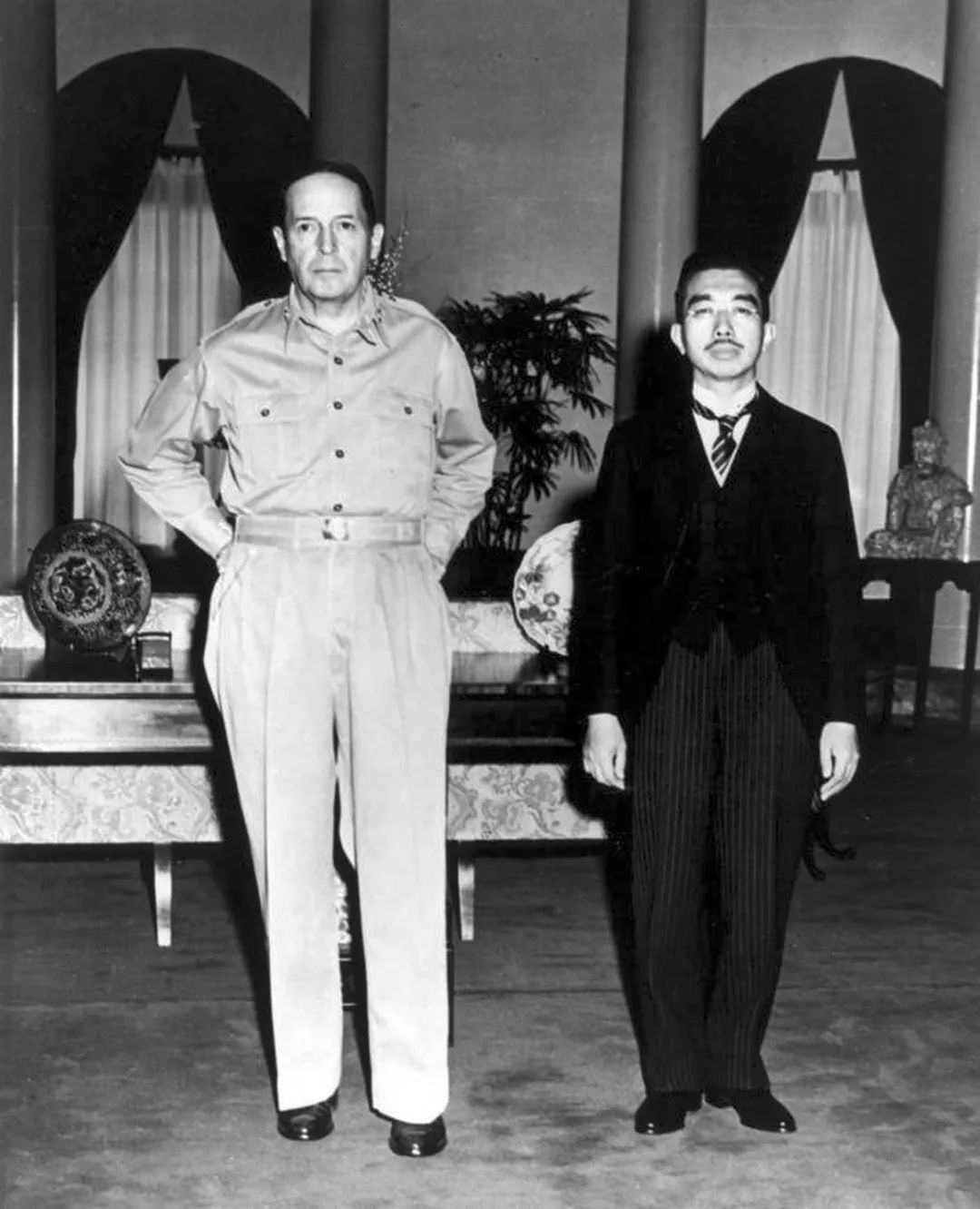
Japans Kaiser Hirohito (re.) mit dem Vertreter der US-Besatzungsmacht, Douglas MacArthur.

Japans Streitkräfte erzielten nach dem Angriff auf Pearl Harbor im Dezember 1941 einige spektakuläre Anfangserfolge; dann wendete sich das Kriegsglück zunehmend zugunsten der Alliierten. Mitte 1945 war die militärische Lage im Pazifikkrieg für die Japaner schließlich äußerst prekär geworden. So war die einst mächtige Kaiserlich Japanische Marine nahezu völlig zerschlagen. Seit Anfang 1945 überzogen B-29-Verbände der US-Luftwaffe die Großstädte und Industriezentren auf Japans Hauptinseln mit immer verheerenderen Bombenangriffen. Verzweifelt versuchten japanische Piloten, die US-Flotte mit Kamikazeangriffen aufzuhalten. In der Schlacht um Okinawa hatten die Amerikaner die Insel nach zwei Monaten verlustreicher Kämpfe bis Ende Juni 1945 erobert. Mit Okinawa besaßen sie eine strategische Basis zur Invasion der japanischen Hauptinseln. Zudem war der erste Atombombentest erfolgreich verlaufen. Die Sowjetunion sollte gemäß den Vereinbarungen der Konferenz von Jalta im August in den Krieg gegen Japan eintreten, was jedoch in Japan unbekannt war. Wie schon gegen das Deutsche Reich verlangten die Alliierten angesichts ihrer Überlegenheit eine bedingungslose Kapitulation („unconditional surrender“).
Am 26. Juli 1945 verabschiedeten die alliierten Mächte ohne Beteiligung der Sowjetunion auf der Potsdamer Konferenz die sogenannte Potsdamer Erklärung, die diese Forderung noch einmal untermauern sollte. Aus Sicht der Amerikaner war die Erklärung die letzte Warnung vor dem Einsatz von Atombomben. Diese, so hoffte man, würden die Kapitulation wesentlich beschleunigen und der Sowjetunion dadurch jede Grundlage für Forderungen entziehen, die eine Einflussnahme auf die spätere Besatzungspolitik zum Ziel hatten. Die Reaktion der japanischen Regierung wurde von den Amerikanern als Zurückweisung interpretiert.

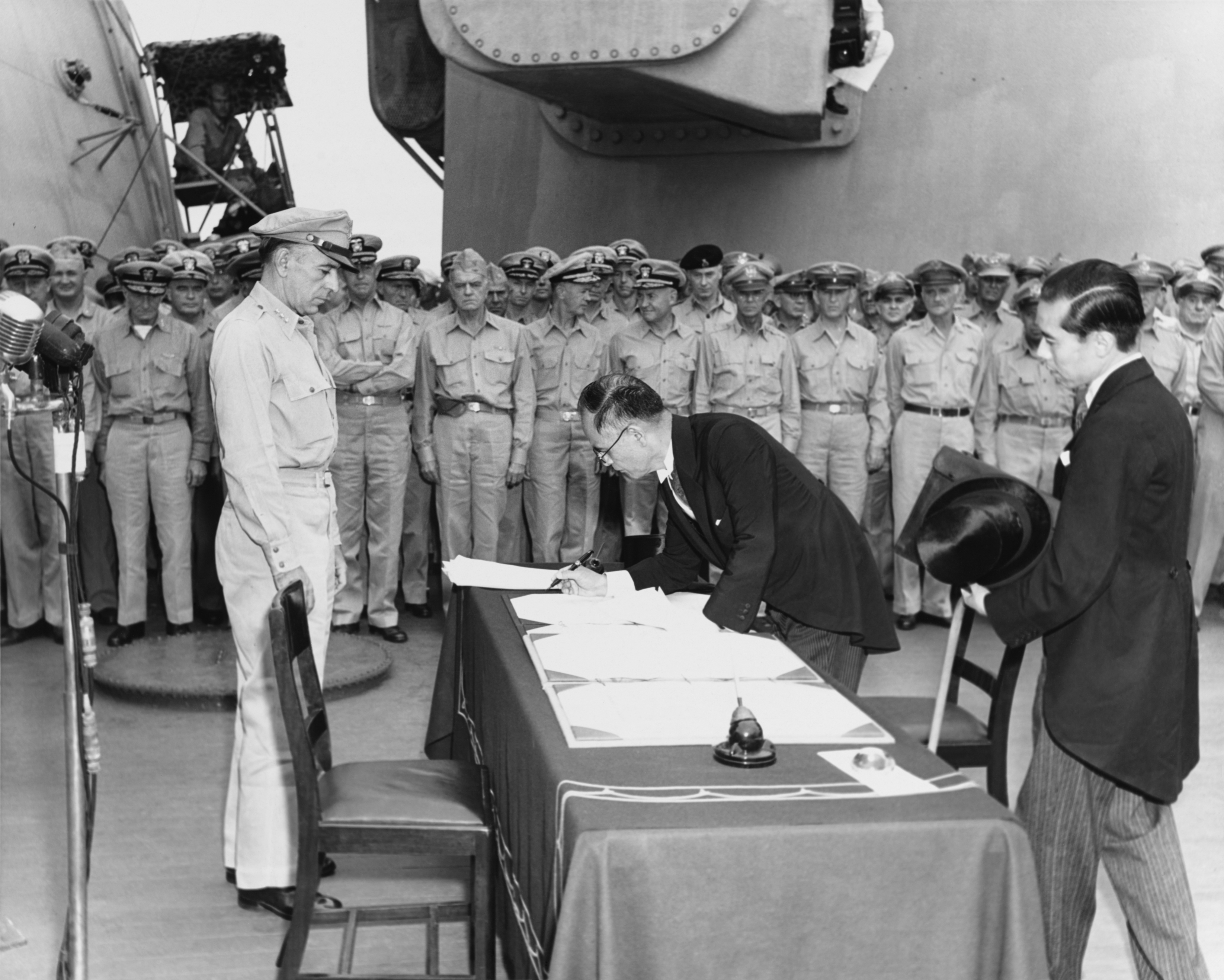
Der japanische Außenminister Shigemitsu Mamoru am 2. September 1945 bei der Unterzeichnung der Kapitulationsurkunde an Bord der Missouri in der Bucht von Tōkyō; vor ihm stehend Lieutenant General Richard K. Sutherland, Chef des Stabes von General Douglas MacArthur

Gleichzeitig mit den Atombombenabwürfen auf Hiroshima und Nagasaki am 6. und 9. August startete die Sowjetunion gemäß den Vereinbarungen an der Konferenz von Jalta am 8. August die sowjetische Invasion der Mandschurei. Am 10. August signalisierte die japanische Regierung nach Intervention von Tennō Hirohito schließlich informell ihre Zustimmung zur Potsdamer Erklärung, unter der Bedingung, dass die Institution des Tennō unangetastet bleiben werde. US-Präsident Harry S. Truman ließ antworten, dass Hirohito im Amt bleiben dürfe, wenn dies dem „frei geäußerten Willen des japanischen Volkes“ entspreche. Nachdem das Kabinett den Entwurf des Erlasses zur Beendigung des Krieges (大東亜戦争終結ノ詔書, daitōa sensō shūketsu no shōsho) gebilligt hatte, wurde am 15. August eine Radioansprache ausgestrahlt, in der Hirohito bekannt gab, dass seine Regierung die Bedingungen der Potsdamer Erklärung akzeptiere. Er forderte das japanische Volk auf, „das Unerträgliche zu ertragen“ und jeden „Ausbruch der Gefühle“ zu unterlassen. Zuvor hatten noch einige Offiziere, die eine Kapitulation um jeden Preis verhindern wollten, gewaltsam versucht, die Ausstrahlung der Rede zu verhindern.
Noch am selben Tag gab Truman bekannt, General Douglas MacArthur zum Supreme Commander for the Allied Powers („SCAP“, Oberster Befehlshaber für die alliierten Mächte) zu ernennen. Am 19. August traf sich MacArthur mit Vertretern Japans in Manila, um sie über seine Pläne für die Besetzung zu unterrichten. Die japanischen Abgesandten baten darum, die Ankunft der ersten amerikanischen Einheiten auf japanischem Boden zu verzögern; MacArthur verweigerte dies. Das erste Vorauskommando, 146 Soldaten der 11. US-Luftlandedivision, landete trotz einiger Sicherheitsbedenken am 28. August auf dem Luftwaffenstützpunkt Atsugi in der Präfektur Kanagawa nahe Tokio und war damit die erste militärische Einheit der Amerikaner, die auf japanischem Boden landete. Zwei Tage später traf auch MacArthur persönlich zusammen mit viertausend weiteren Soldaten in Atsugi ein.
Die Kapitulation Japans erfolgte offiziell am 2. September 1945 auf dem Schlachtschiff Missouri in der Bucht von Tōkyō. Die Kapitulationsurkunde (engl. Instrument of Surrender)  unterzeichneten auf japanischer Seite Außenminister Shigemitsu Mamoru für die Regierung und General Umezu Yoshijirō für das Militär; für die USA unterschrieben Douglas MacArthur und Admiral Chester W. Nimitz. Zusätzlich wurde die Urkunde von Vertretern Großbritanniens, Frankreichs, der Republik China, der Sowjetunion, der Niederlande sowie der Mitgliedsstaaten des British Commonwealth unterzeichnet. Dies markierte den offiziellen Beginn der Besatzungszeit.
Im Zuge der Operation Blacklist genannten Besetzung Japans trafen bald weitere Soldaten ein, so dass Ende 1945 mehr als 350.000 US-Soldaten in Japan stationiert waren. Die offizielle Besatzungstruppe des Britischen Commonwealth bestand aus australischen, britischen, indischen und neuseeländischen Soldaten.
Oberste Priorität war es zunächst, ein Netzwerk für die Nahrungsverteilung aufzubauen, da nach dem Zusammenbruch der japanischen Verwaltung und wegen der Zerstörung wichtiger Städte durch Bombenangriffe ein Großteil der Bevölkerung hungerte.
Nachdem ein solches Netzwerk aufgebaut worden war, das mehr als eine Million US-Dollar pro Tag kostete, wollte General MacArthur die Unterstützung von Kaiser Hirohito gewinnen. Zum ersten Mal trafen sich die beiden am 28. September 1945. Das Foto, auf dem sie zusammen zu sehen sind, ist eines der berühmtesten der japanischen Geschichte. Viele Japaner registrierten schockiert, dass der General seine Standard- und nicht seine Ausgehuniform trug, als er den Kaiser traf.

## Die Besatzungszeit
Anders als im besetzten Nachkriegsdeutschland mit der Berliner Erklärung vom Juni 1945 hatten die Alliierten in Japan nicht die Regierungsgewalt übernommen. Das Staatswesen mit Kaiser, Regierungsapparat und Parlament blieb intakt, das Staatsgebiet wurde nicht in verschiedene Okkupationssphären aufgeteilt und die Präsenz fremder Truppen blieb relativ geringfügig. Die Herrschaft der Sieger wurde indirekt, ausschließlich über die japanische Regierung unter Ministerpräsident Yoshida Shigeru und deren Organe ausgeübt, die entsprechende Direktiven erhielten.

### Organisation der Besatzung

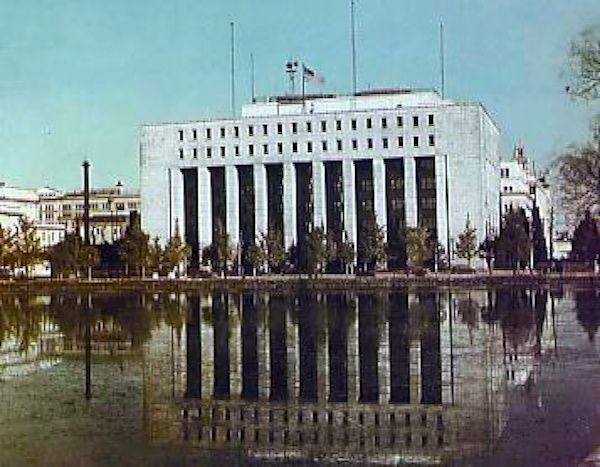
Gebäude des General Headquarters gegenüber der kaiserlichen Residenz in Tokio

Das höchste alliierte Verwaltungsgremium für das besetzte Japan war die am 26. Februar 1946 gegründete Far Eastern Commission (FEC) mit Sitz in Washington. Offiziell sollte sie die US-amerikanische Regierung in Fragen der Nachkriegspolitik gegenüber Japan beraten und war hervorgegangen aus einer beratenden Kommission (Far Eastern Advisory Commission, FEAC), die am 21. August 1945 eingesetzt worden war. Die FEC war mit Vertretern der 11 Hauptsiegermächte des Pazifikkriegs besetzt: Australien, China, Frankreich, Großbritannien, Indien, Canada, Niederlande, Neuseeland, Philippinen, UdSSR und USA; ab 16. November 1949 gehörten auch Burma und Pakistan der FEC an. Als weiteres alliiertes Organ wurde in Tokio das Allied Council for Japan (ACJ) mit beratender Funktion für die FEC installiert. Ihm gehörten unter dem Vorsitz des amerikanischen Oberbefehlshabers bzw. seines Stellvertreters Delegierte Chinas, der Sowjetunion und Großbritanniens (zugleich für Australien, Neuseeland und Indien) an. Die Arbeit der FEC ist umfangreich dokumentiert.
Aus dem Schock von Pearl Harbor und den aus der Besetzung Deutschlands mit dem Alliierten Kontrollrat schon vorliegenden Erfahrungen resultierte jedoch der US-amerikanische Anspruch, Japan allein und ungeteilt zu verwalten. In Washington bestand keine Neigung zu kollektiver Kontrolle und Verantwortung der Geschicke eines in Zonen eingeteilten Japan. Das FEC hatte keine Weisungsbefugnis gegenüber dem alliierten Oberbefehlshabers für Japan, General Douglas MacArthur, der von US-Präsident Truman am 14. August 1945 mit der Umsetzung der Besatzungspolitik beauftragt worden war und der de facto das Nachkriegsjapan allein gestaltete. MacArthur genoss in seiner nichtmilitärischen Besatzungsfunktionen für Japan (Supreme Commander for the Allied Powers) und der militärischen Leitung aller amerikanischen Truppen im Fernen Osten (Commander-in-Chief, Far East) als „amerikanischer“ oder „weißer Shogun“ eine einzigartige Machtfülle.
Zentrum der Besatzungspolitik in Japan war MacArthurs General Headquarters (GHQ) in Tokio.
Am 3. November 1945 erhielt MacArthur die Basic Directive for Post-Surrender Military Government in Japan Proper des State-War-Navy Coordinating Committee und der Joint Chiefs of Staff, die als militärischer Befehl für die Besatzungsbehörden bindend war und welche die Entmilitarisierung und die Demokratisierung als zentrale Ziele der Besatzungspolitik festlegte.

### Maßnahmen und Reformen
Die FEC unterhielt sieben Abteilungen:
1. Reparationen[16][17]
2. Wirtschaft und Finanzen
3. Verfassungsfragen, Justizreform und Reform des politischen Systems
4. Reorientation (Säuberung Japans vom Einfluss derjenigen, „die das japanische Volk getäuscht und irregeleitet hatten“, vergleichbar mit der Entnazifizierung im Nachkriegsdeutschland)
5. Verfolgung von Kriegsverbrechen
6. Ausländer in Japan
7. Demilitarisierung Japans

#### Reorientationund Demokratisierung
Unter Bezugnahme auf die Potsdamer Erklärung sah die Direktive 550 des Headquarters des Supreme Commander of the Allied Powers (SCAP) vom 4. Januar 1946 vor, „unerwünschte Personen“ aus dem öffentlichen Leben, insbesondere Politik, Wirtschaft und den Ministerien zu entfernen. Dazu zählten vor allem Repräsentanten der militärischen japanischen Expansionspolitik, Vertreter des politischen Ultranationalismus und aktive Unterstützer des japanischen Kaiserhauses wie die Taisei Yokusankai. In der Direktive (Anlage A) wurden die betreffenden Personen aufgeführt und in die Kategorien A bis G eingeteilt:
- A Kriegsverbrecher,
- B Militärs ab Generalstabsrang, alle Offiziere und Mannschaften der Militärpolizei und der Geheimdienste, alle höheren Ränge im Kriegs- und Marineministerium, beispielsweise Mitglieder des Imperial General Headquarters
- C verantwortliche Mitglieder von 123 ultranationalistischen, terroristischen oder geheimen Organisationen, die sich aus der Direktive 548 vom 4. Januar 1946 zum Verbot diverser politischer Organisationen und Verbände ergaben[19]
- D bestimmte einflussreiche Mitglieder von Vereinigungen wie der Gesellschaft zur Unterstützung der Kaiserlichen Herrschaft,
- E Funktionäre von wirtschaftlichen Organisationen zur Ausbeutung der besetzten Gebiete, etwa der Südmandschurischen Eisenbahn, der Manchuria Heavy Industry Development Company, der Bank of Taiwan oder der Deutschen Bank für Ostasien[20][21]
- F leitende Angehörige des japanischen Regimes in den besetzten Territorien, etwa in Korea, Formosa, Kwantung, Niederländisch-Indien, British Malaya, Französisch-Indochina, Burma und Mandschukuo
- G „weitere Militaristen und Ultranationalisten“ (in diese Kategorie fielen auch Künstler, Schriftsteller, Publizisten, Wirtschaftsführer, die irgendwie die japanischen Kriegsziele propagiert und unterstützt hatten).

Sie alle sollten einen englischsprachigen Fragebogen ausfüllen. Gefragt wurde darin nach Angaben zur Person, zu der zivilen und militärischen Tätigkeit seit dem 1. Januar 1931 oder einer Mitgliedschaft in bestimmten Organisationen. Danach als Kriegsverbrecher identifizierte Personen sollten nicht nur ihre bisherige Stellung, sondern im Hinblick auf die Shūgiin-Wahl 1947 auch das aktive und passive Wahlrecht verlieren. 
Die Durchführung der politischen Säuberung lag in den Händen der Japaner, wurde aber von SCAP überwacht. Insgesamt 563 099 Personen wurden überprüft. 183 000 Berufsoffiziere, Polizisten und Angehörige des Geheimdienstes wurden suspendiert. Bis Mitte des Jahres 1947 waren von 3200 Überprüften in der Wirtschaft 292 Personen von leitenden Positionen ausgeschlossen worden.

#### Verfassung vom 3. November 1946
Die neue Verfassung des Staates Japan trat am 3. Mai 1947 in Kraft. Art. 9 verbietet kriegerische Aktivitäten sowie den Unterhalt von Streitkräften. 

#### Reparationen
Japan schloss mit vier der 49 Unterzeichnerstaaten des Friedensvertrags von San Francisco Reparationsabkommen: mit Birma, Indonesien, den Philippinen und Südvietnam.

## Ende der Besatzung
Das Ende der alliierten Besatzung Japans wurde im Friedensvertrag von San Francisco festgelegt, der am 8. September 1951 unterzeichnet wurde. Mit seinem Inkrafttreten am 28. April 1952 war Japan wieder ein unabhängiges Land. Allerdings behielten die Vereinigten Staaten gemäß Artikel 3 des Vertrages die Treuhandverwaltung in Form der United States Civil Administration of the Ryukyu Islands (USCAR) über eine Reihe von Inselgruppen.
Die Besatzungszeit endete auf den Amami-Inseln erst 1953 und auf den Ogasawara-Inseln erst 1968. Mit der zwischen Richard Nixon und Satō Eisaku vereinbarten Rückgabe Okinawas 1972 haben die Westalliierten alle im Friedensvertrag vorgesehenen Gebiete wieder unter japanische Souveränität gestellt.
In einer Zwischenbilanz amerikanischer Besatzungspolitik zwei Jahre nach der japanischen Niederlage behauptete Douglas MacArthur, „Japan, bis vor zwei Jahren ein feudaler Polizeistaat, beherrscht von einer Oligarchie aus Militaristen, Bürokraten und Geschäftsleuten, die mehr als 80 % des Handels, der Industrie und der Finanzen des Landes kontrollierten,“ sei „in eine moderne Nation verwandelt worden, deren Verfassung wirtschaftliche, soziale, politische und kulturelle Freiheit garantiert.“
Unter dem Eindruck des Vietnamkriegs vertraten Joyce und Gabriel Kolko dagegen die Überzeugung, Amerika habe von Anfang an das Besatzungsziel vertreten, Japan als einzige Industrienation Ostasiens unter amerikanischem Einfluss zu behalten und daher versucht, durch Reformen einerseits die politische Kultur der Vereinigten Staaten zu exportieren, andererseits das konservative Vorkriegssystem zu stabilisieren und damit im Wesentlichen den Status quo vor Beginn der Weltwirtschaftskrise und der japanischen Expansion in die Mandschurei wiederherzustellen.